# كليفورد سكوت
كليفورد سكوت هو محلل نفساني وطبيب نفسي كندي، ولد في 11 مارس 1903 في ويلينغتون نورث في كندا، وتوفي في 19 يناير 1997 في مونتريال في كندا.